# Okręgowy Puchar Polski w okręgu Żabno (2024/2025)
W sezonie 2024/2025 Puchar Polski na szczeblu okręgowym w okręgu Żabno składał się z 5 rund, w których wzięły udział zespoły z okręgu żabiańskego. Rozgrywki miały na celu wyłonienie zdobywcy Okręgowego Pucharu Polski w okręgu Żabno i uczestnictwo w rozgrywkach szczebla regionalnego województwa małopolskiego.

## I runda
| 10 sierpnia 2025 | Dunajec Ujście Jezuickie | 3:2 | Dąbrovia II Dąbrowa Tarnowska |                  |
| 17:00            |                          |     |                               | Ujście Jezuickie |

| 11 sierpnia 2025 | Brzoza Brzezówka | 0:3 | FC Pawęzów |           |
| 14:00            |                  |     |            | Brzezówka |

| 11 sierpnia 2025 | Orzeł Miechowice Małe | 1:4 | Strażak Karsy |                 |
| 17:00            |                       |     |               | Miechowice Małe |

| 10 sierpnia 2025 | Spartakus Radgoszcz | 2:3 | LKS Niwka |           |
| 17:00            |                     |     |           | Radgoszcz |

| 10 sierpnia 2025 | Powiśle Bolesław | 0:6 | Wisła Szczucin |          |
| 17:00            |                  |     |                | Bolesław |

## II runda
| 21 sierpnia 2025 | Wisła Szczucin | 0:5 | Dąbrovia Dąbrowa Tarnowska |          |
| 17:30            |                |     |                            | Szczucin |

| 14 sierpnia 2025 | FC Pawęzów | 1:6 | MLKS Żabno |         |
| 19:00            |            |     |            | Pawęzów |

| 14 sierpnia 2025 | Dunajec Ujście Jezuickie | 1:4 | Radłovia Radłów |                  |
| 17:00            |                          |     |                 | Ujście Jezuickie |

| 14 sierpnia 2025 | LKS Niwka | 3:5 | Ikar Odporyszów |       |
| 17:00            |           |     |                 | Niwka |

| 14 sierpnia 2025 | Strażak Karsy | 0:8 | Iskra Dąbrówki Breńskie |       |
| 18:00            |               |     |                         | Karsy |

## III runda
| 4 września 2025 | Dąbrovia Dąbrowa Tarnowska | 1:2 | Bruk-Bet Termalica II Nieciecza |                   |
| 17:00           |                            |     |                                 | Dąbrowa Tarnowska |

| 28 sierpnia 2025 | Radłovia Radłów | 2:1 | KS Nowa Jastrząbka-Żukowice |        |
| 17:00            |                 |     |                             | Radłów |

| 28 sierpnia 2025 | Iskra Dąbrówki Breńskie | 5:2 | Łęgovia Łęg Tarnowski |                   |
| 18:00            |                         |     |                       | Dąbrówki Breńskie |

| 28 sierpnia 2025 | Ikar Odporyszów | 1:4 | MLKS Żabno |            |
| 17:00            |                 |     |            | Odporyszów |

## 1/2 finału
| 18 września 2025 | Radłovia Radłów | 3:3 k. 4:3 | MLKS Żabno |        |
| 16:45            |                 |            |            | Radłów |

| 18 września 2025 | Iskra Dąbrówki Breńskie | 0:5 | Bruk-Bet Termalica II Nieciecza |                   |
| 16:45            |                         |     |                                 | Dąbrówki Breńskie |

## Finał
| 25 września 2025 | Radłovia Radłów | 0:1 | Bruk-Bet Termalica II Nieciecza |        |
| 16:20            |                 |     |                                 | Radłów |